# To Lose My Life...
To Lose My Life... (og kendt som To Lose My Life Or Lose My Love) er det første album fra det britiske rockband White Lies. Albummet blev udgivet den 13. januar 2009 og er produceret af Ed Buller og Max Dingel.

## Spor
1. "Death" – 5:01
2. "To Lose My Life" – 3:11
3. "A Place to Hide" – 5:01
4. "Fifty on Our Foreheads" – 4:21
5. "Unfinished Business" – 4:18
6. "E. S. T." – 5:01
7. "From the Stars" – 4:52
8. "Farewell to the Fairground" – 4:16
9. "Nothing to Give" – 4:11
10. "The Price of Love" – 4:38